# Деггендорф (район)
Деггендорф (нім. Deggendorf) — район в Німеччині, у складі округу Нижня Баварія федеральної землі Баварія. Адміністративний центр — місто Деггендорф.

## Населення
Населення району становить 119 479 осіб (станом на 31 грудня 2020).

## Адміністративний поділ
Район складається з 3 міст (нім. Städte), 4 торговельних громад (нім. Märkte) та 19 громад (нім. Gemeinden):
| Міста 1. Деггендорф (33750) 2. Остергофен (11816) 3. Платтлінг (12948) Об'єднання громад 1. Лаллінг (громади Граттерсдорф, Гундінг, Лаллінг та Шауфлінг) 2. Мос (громади Бухгофен та Мос) 3. Оберперінг (громади Оберперінг, Отцинг та Валлерфінг) 4. Шельнах (громада Аусернцель та торговельна громада Шельнах) Торговельні громади 1. Вінцер (3812) 2. Генгерсберг (7846) 3. Меттен (4204) 4. Шельнах (4857) | Громади 1. Агольмінг (2287) 2. Аусернцель (1462) 3. Ауербах (2113) 4. Бернрид (4803) 5. Бухгофен (917) 6. Валлерфінг (1261) 7. Граттерсдорф (1299) 8. Графлінг (2772) 9. Гундінг (1145) 10. Іггенсбах (2153) 11. Кюнцинг (3177) 12. Лаллінг (1547) 13. Мос (2333) 14. Нідеральтайх (1772) 15. Оберперінг (1204) 16. Отцинг (1960) 17. Оффенберг (3379) 18. Шауфлінг (1544) 19. Штефанспошинг (3118) |

Дані про населення наведені станом на 31 грудня 2020.